# Alex Greenwood
Alex Greenwood (ur. 7 września 1993 w Bootle) – angielska piłkarka, występująca na pozycji obrończyni w angielskim klubie Manchester City oraz w reprezentacji Anglii. Uczestniczka Mistrzostw Świata 2015, 2019 i 2023 oraz Mistrzostw Europy 2017 i 2022.

## Statystyki

### Klubowe
Na podstawie:
(stan na 30 stycznia 2024)
| Klub                     | Sezonów | Liga                    | Liga  | Liga   | Puchar krajowy | Puchar krajowy | Kontynentalne | Kontynentalne | Suma  | Suma   |
| Klub                     | Sezonów | Liga                    | Mecze | Bramki | Mecze          | Bramki         | Mecze         | Bramki        | Mecze | Bramki |
| ------------------------ | ------- | ----------------------- | ----- | ------ | -------------- | -------------- | ------------- | ------------- | ----- | ------ |
| Everton F.C.             | 4       | FA Women’s Super League | 38    | 1      | 1              | 0              | 4             | 1             | 43    | 2      |
| Notts County Ladies F.C. | 1       | FA Women’s Super League | 14    | 1      | 0              | 0              | –             | –             | 14    | 1      |
| Liverpool F.C.           | 2       | FA Women’s Super League | 23    | 3      | 2              | 0              | –             | –             | 25    | 3      |
| Manchester United F.C.   | 1       | FA Women’s Super League | 18    | 4      | 3              | 1              | –             | –             | 21    | 5      |
| Olympique Lyon           | 1       | Division 1 Féminine     | 11    | 0      | 2              | 0              | 5             | 0             | 18    | 0      |
| Manchester City F.C.     | 4       | FA Women’s Super League | 71    | 4      | 29             | 1              | 10            | 0             | 110   | 5      |
|                          | Łącznie | Łącznie                 | 175   | 13     | 37             | 2              | 19            | 1             | 231   | 16     |

### Reprezentacyjne
Na podstawie:
| Mecze w reprezentacji na Mistrzostwach Świata 2015 | Mecze w reprezentacji na Mistrzostwach Świata 2015 | Mecze w reprezentacji na Mistrzostwach Świata 2015 | Mecze w reprezentacji na Mistrzostwach Świata 2015 | Mecze w reprezentacji na Mistrzostwach Świata 2015 | Mecze w reprezentacji na Mistrzostwach Świata 2015 | Mecze w reprezentacji na Mistrzostwach Świata 2015 | Mecze w reprezentacji na Mistrzostwach Świata 2015 | Mecze w reprezentacji na Mistrzostwach Świata 2015 |
| Lp.                                                | Data                                               | Miasto                                             | Przeciwnik                                         | Wynik                                              | Czas                                               | Gole                                               | Inne                                               | Faza turnieju                                      |
| -------------------------------------------------- | -------------------------------------------------- | -------------------------------------------------- | -------------------------------------------------- | -------------------------------------------------- | -------------------------------------------------- | -------------------------------------------------- | -------------------------------------------------- | -------------------------------------------------- |
| 1.                                                 | 13.06.2015                                         | Moncton                                            | Meksyk                                             | 2:1 (0:0)                                          | 53'–90'                                            |                                                    | asysta                                             | Faza grupowa                                       |
| 2.                                                 | 17.06.2015                                         | Montreal                                           | Kolumbia                                           | 2:1 (2:0)                                          | 1'–90'                                             |                                                    |                                                    | Faza grupowa                                       |
| 3.                                                 | 04.07.2015                                         | Edmonton                                           | Niemcy                                             | 1:0 (0:0)                                          | 1'–120'                                            |                                                    |                                                    | Mecz o 3. miejsce                                  |

| Mecze w reprezentacji na Mistrzostwach Świata 2019 | Mecze w reprezentacji na Mistrzostwach Świata 2019 | Mecze w reprezentacji na Mistrzostwach Świata 2019 | Mecze w reprezentacji na Mistrzostwach Świata 2019 | Mecze w reprezentacji na Mistrzostwach Świata 2019 | Mecze w reprezentacji na Mistrzostwach Świata 2019 | Mecze w reprezentacji na Mistrzostwach Świata 2019 | Mecze w reprezentacji na Mistrzostwach Świata 2019 | Mecze w reprezentacji na Mistrzostwach Świata 2019 |
| Lp.                                                | Data                                               | Miasto                                             | Przeciwnik                                         | Wynik                                              | Czas                                               | Gole                                               | Inne                                               | Faza turnieju                                      |
| -------------------------------------------------- | -------------------------------------------------- | -------------------------------------------------- | -------------------------------------------------- | -------------------------------------------------- | -------------------------------------------------- | -------------------------------------------------- | -------------------------------------------------- | -------------------------------------------------- |
| 1.                                                 | 09.06.2019                                         | Nicea                                              | Szkocja                                            | 2:1 (2:0)                                          | 1'–90'                                             |                                                    |                                                    | Faza grupowa                                       |
| 2.                                                 | 14.06.2019                                         | Hawr                                               | Argentyna                                          | 1:0 (0:0)                                          | 1'–90'                                             |                                                    |                                                    | Faza grupowa                                       |
| 3.                                                 | 23.06.2019                                         | Valenciennes                                       | Kamerun                                            | 3:0 (2:0)                                          | 1'–90'                                             | 58'                                                |                                                    | 1/8 finału                                         |
| 4.                                                 | 06.07.2019                                         | Nicea                                              | Szwecja                                            | 1:2 (1:2)                                          | 1'–90'                                             |                                                    |                                                    | Mecz o 3. miejsce                                  |

| Mecze w reprezentacji na Mistrzostwach Świata 2023 | Mecze w reprezentacji na Mistrzostwach Świata 2023 | Mecze w reprezentacji na Mistrzostwach Świata 2023 | Mecze w reprezentacji na Mistrzostwach Świata 2023 | Mecze w reprezentacji na Mistrzostwach Świata 2023 | Mecze w reprezentacji na Mistrzostwach Świata 2023 | Mecze w reprezentacji na Mistrzostwach Świata 2023 | Mecze w reprezentacji na Mistrzostwach Świata 2023 | Mecze w reprezentacji na Mistrzostwach Świata 2023 |
| Lp.                                                | Data                                               | Miasto                                             | Przeciwnik                                         | Wynik                                              | Czas                                               | Gole                                               | Inne                                               | Faza turnieju                                      |
| -------------------------------------------------- | -------------------------------------------------- | -------------------------------------------------- | -------------------------------------------------- | -------------------------------------------------- | -------------------------------------------------- | -------------------------------------------------- | -------------------------------------------------- | -------------------------------------------------- |
| 1.                                                 | 22.07.2023                                         | Brisbane                                           | Haiti                                              | 1:0 (1:0)                                          | 1'–90'                                             |                                                    |                                                    | Faza grupowa                                       |
| 2.                                                 | 28.07.2023                                         | Sydney                                             | Dania                                              | 1:0 (1:0)                                          | 1'–90'                                             |                                                    |                                                    | Faza grupowa                                       |
| 3.                                                 | 01.08.2023                                         | Adelaide                                           | Chiny                                              | 6:1 (3:0)                                          | 1'–90'                                             |                                                    | asysta                                             | Faza grupowa                                       |
| 4.                                                 | 07.08.2023                                         | Brisbane                                           | Nigeria                                            | 0:0 (k. 4:2)                                       | 1'–120'                                            |                                                    |                                                    | 1/8 finału                                         |
| 5.                                                 | 12.08.2023                                         | Sydney                                             | Kolumbia                                           | 2:1 (1:1)                                          | 1'–90'                                             |                                                    |                                                    | Ćwierćfinał                                        |
| 6.                                                 | 16.08.2023                                         | Sydney                                             | Australia                                          | 3:1 (1:0)                                          | 1'–90'                                             |                                                    | 10'                                                | Półfinał                                           |
| 7.                                                 | 20.08.2023                                         | Sydney                                             | Hiszpania                                          | 0:1 (0:1)                                          | 1'–90'                                             |                                                    |                                                    | Finał                                              |

## Najważniejsze sukcesy
Na podstawie:

### Klubowe
Z Manchesterem City:
- Puchar Anglii 2019/20

Z OL Lyon:
- Klubowe Mistrzostwo Świata 2019
- Liga Mistrzyń 2019/20
- Puchar Francji 2021/22

### Reprezentacyjne
- Mistrzyni Europy 2022
- Wicemistrzyni świata 2023